# Sołdany
Sołdany (niem. Soldahnen) – wieś w Polsce położona w województwie warmińsko-mazurskim, w powiecie giżyckim, w gminie Giżycko. W latach 1975–1998 miejscowość administracyjnie należała do województwa suwalskiego.
Zobacz też; Sołdany (powiat piski)